# Natació sincronitzada als Jocs Olímpics d'Estiu de 2008
La competició de natació sincronitzada dels Jocs Olímpics d'Estiu 2008 es disputà des del 18 al 23 d'agost, al Beijing National Aquatics Center.

## Calendari de classificació

### Equips
| Prova                              | Data                         | Seu            | Places | Classificats        |
| ---------------------------------- | ---------------------------- | -------------- | ------ | ------------------- |
| País amfitrió                      | -                            | -              | 1      | Xina                |
| Copa d'Europa                      | 30 de maig - 2 de juny, 2007 | Roma           | 1      | Rússia              |
| Jocs Panamericans 2007             | 13 - 29 de juliol, 2007      | Rio de Janeiro | 1      | Estats Units        |
| Campionat Africà                   | 4 - 5 de desembre, 2007      | El Caire       | 1      | Egipte              |
| Torneig de classificació d'Oceania | 19 - 22 de juliol, 2007      | Zúric          | 1      | Austràlia           |
| Torneig Preolímpic                 | 16 - 20 d'abril, 2008        | Pequín         | 3      | Espanya Japó Canadà |
| TOTAL                              |                              |                | 8      |                     |

### Parelles
| Prova                                            | Data                    | Seu    | Places | Classificats |
| ------------------------------------------------ | ----------------------- | ------ | ------ | --- |
| Països classificats per la competició per equips | -                       | -      | 8      | Xina Rússia Estats Units Egipte Austràlia Espanya Japó Canadà                                                                              |
| Torneig de classificació d'Oceania               | 19 - 22 de juliol, 2007 | Zúric  | 1      | Nova Zelanda |
| Torneig Preolímpic                               | 16 - 20 d'abril, 2008   | Pequín | 15     | Itàlia Ucraïna Grècia Països Baixos Suïssa Brasil França Israel Corea del Nord Kazakhstan Mèxic Regne Unit Belarús República Txeca Àustria |
| TOTAL                                            |                         |        | 24     | |

## Calendari
| Dia                         | Hora Local  | Prova                                   |
| --------------------------- | ----------- | --------------------------------------- |
| Dilluns, 18 d'agost, 2008   | 15:00-16:40 | Rutina tècnica per parelles             |
| Dimarts, 19 d'agost, 2008   | 15:00-17:10 | Rutina lliure per parelles (Preliminar) |
| Dimecres, 20 d'agost, 2008  | 15:00-16:30 | Rutina lliure per parelles (Final)      |
| Divendres, 22 d'agost, 2008 | 15:00-15:45 | Rutina tècnica per equips               |
| Dissabte, 23 d'agost, 2008  | 15:00-15:45 | Rutina lliure per equips (Final)        |

## Resultats
| Prova    | Or | Argent | Bronze |
| Parelles | Rússia · Anastassia Davídova · Anastassia Iermakova | Espanya · Gemma Mengual · Andrea Fuentes | Japó · Saho Harada · Emiko Suzuki                                                                                      |
| Equip    | Rússia · Anastassia Davídova · Anastassia Iermakova · Maria Gromova · Natalia Ishchenko · Elvira Khasyanova · Olga Kuzhela · Svetlana Romàixina · Anna Shorina | Espanya · Gemma Mengual · Andrea Fuentes · Alba Maria Cabello · Raquel Corral · Thais Henriquez · Laura López · Irina Rodríguez · Paola Tirados | R.P. de la Xina · Gu Beibei · Jiang Tingting · Jiang Wenwen · Liu Ou · Luo Xi · Sun Qiuting · Wang Na · Zhang Xiaohuan |

## Medaller
| Posició | País            | Or | Argent | Bronze | Total |
| 1       | Rússia          | 2  | 0      | 0      | 2     |
| 2       | Espanya         | 0  | 2      | 0      | 2     |
| 3       | Japó            | 0  | 0      | 1      | 1     |
| 3       | R.P. de la Xina | 0  | 0      | 1      | 1     |